# قضیه مساحت پاپوس

ناحیه خاکستری تیره = ناحیه خاکستری روشن

قضیه مساحت پاپوس رابطه بین مساحت‌های سه متوازی‌الأضلاع متصل به سه ضلع مثلث دلخواه را بیان می‌کند. این قضیه که می‌توان آن را به عنوان تعمیم قضیه فیثاغورس تصور کرد، از ریاضیدان یونانی پاپوس اسکندرانی (قرن چهارم میلادی) نام گرفته‌است که آن را کشف کرده‌است.

## قضیه
در یک مثلث دلخواه که دو متوازی‌الأضلاع دلخواه به دو ضلع آن متصل شده‌است، قضیه می‌گوید که چگونه می‌توان یک متوازی‌الأضلاع را روی ضلع سوم ساخت، به این ترتیب که مساحت متوازی‌الأضلاع سوم برابر است با مجموع مساحت دو متوازی‌الأضلاع دیگر.
فرض کنید ABC مثلث دلخواه باشد و ABDE و ACFG دو متوازی‌الأضلاع اریب دلخواه متصل به ضلع‌های AB و AC از مثلث هستند. امتداد ضلع‌های متوازی‌الأضلاع DE و FG در H یکدیگر را قطع می‌کنند. پاره خط AH اکنون "ضلع سومین متوازی‌الأضلاع BCML متصل به ضلع BC مثلث می‌شود، یعنی یک بخش BL و CM بیش از BC ایجاد می‌کند، مانند BL و CM طول موازی و برابر با AH هستند. سپس تساوی زیر برای مساحت‌های (نشان داده شده توسط A) از متوازی‌الأضلاعها:
{\displaystyle {\text{A}}_{ABDE}+{\text{A}}_{ACFG}={\text{A}}_{BCML}}

## اثبات
به دلیل داشتن طول قاعده و ارتفاع یکسان، متوازی الاضلاعهای ABDE و ABUH مساحت یکسانی دارند، استدلال یکسانی در نمودارهای متوازی ACFG و ACVH , ABUH و BLQR , ACVH و RCMQ وجود دارد.
{\displaystyle {\begin{aligned}{\text{A}}_{ABDE}+{\text{A}}_{ACFG}&={\text{A}}_{ABUH}+{\text{A}}_{ACVH}\\&={\text{A}}_{BLRQ}+{\text{A}}_{RCMQ}\\&={\text{A}}_{BCML}\end{aligned}}}